# Синяя партия (Канада)
Синяя партия (фр. Parti bleu) — умеренная политическая группировка в Нижней Канаде (ныне Квебек), возникшая в 1854 г. Её лидером был Луи-Ипполит Лафонтен, а основным соперником была радикальная Красная партия — преемник Партии патриотов.
В Законодательной ассамблее Провинции Канада Синяя партия сформировала альянс с тори из Верхней Канады, из которого позднее выросла историческая Консервативная партия Канады. Среди видных лидеров «синих» был премьер-министр Жорж-Этьен Картье.
Изначально партия опиралась на католических ультрамонтанистов, однако к 1870-м гг. ряд видных консервативных деятелей, таких, как Игнас Бурже, разочаровались в политике «синих» и сформировали новую консервативную фракцию, известную как «бобры», фр. castors. Обе эти группы боролись за влияние в Квебекской консервативной партии в конце 19 века.